# التلفزيون البريطاني في 1969
هذه قائمة بالأحداث المتعلقة بالتلفزيون البريطاني منذ عام 1969.

## الأحداث

### كانون الثاني
- 4 يناير - تسبب عازف الجيتار المشهور جيمي هندريكس في شكاوى من الغطرسة من منتجي التلفاز بعد أن لعب نسخة مرتجلة من «صن شاين أوف يور لوف» بعد الوقت المخصص له في برنامج بي بي سي الأولى يحدث لـ لولو .

### شهر فبراير
- لا يوجد أي حدث.

### مارس
- 19 مارس / آذار - انهيار محطة الإرسال صاري التابعة لإملي مور البالغ ارتفاعها 385 مترًا بسبب الجليد.
- 29 مارس - تشارك المملكة المتحدة الفوز في مسابقة الأغنية الأوروبية الرابعة عشرة، في تعادل رباعي مع فرنسا وإسبانيا وهولندا. يمثل «لولو» المملكة المتحدة، ويغني «بوم بانغ بانغ».

### أبريل
- لا يوجد أي حدث.

### مايو
- لا يوجد أحداث.

### يونيو
- 21 يونيو -
  - يقوم باتريك تروتون بآخر ظهور منتظم له باعتباره الطبيب الثاني في اللحظات الختامية من الحلقة 10 من مسلسل دكتور هو العاب الحرب. كما تمثل آخر مرة يتم فيها بث المسلسل باللونين الأبيض الأسود.
  - عرض الفيلم الوثائقي العائلة المالكة، الذي يجذب أكثر من 30.6 مليون مشاهد، وهو رقم قياسي بريطاني على الإطلاق لبرنامج حدث غير حالي.[1]
- يونيو - بدأ تلفزيون أنجليا وتلفزيون يوركشاير محادثات بشأن تمرين لخفض التكاليف من شأنه أن يشمل مشاركة المعدات والمرافق. لا تخطط أي من الشركتين للإنتاج المشترك أو الاندماج. يعود سبب تشكيل الجمعية إلى تكاليف زيادة الضرائب على عائدات إعلانات الشركات من قبل الحكومة، وتكلفة التلفزيون الملون. ذكرت هيئة التلفزيون المستقلة أنه لا يوجد سبب يمنع الشركات من إجراء محادثات حول الاقتصادات المعقولة التي يمكن إجراؤها، ولكنها ستفحص جميع التفاصيل قبل تنفيذ أي ارتباط.[2]

### يوليو
- 3 يوليو - لولو الفيل يركض على بلو بيتر . تكرر المقطع بعد ذلك عدة مرات، ليصبح «خطأ» التليفزيون البريطاني النموذجي.
- 12 يوليو - مسلسل الخيال العلمي التلفزيوني الأمريكي ستار تريك يظهر لأول مرة على بي بي سي الأولى بدءًا من الحلقة حيث لم يذهب أحد من قبل.[3]
- 20-21 يوليو - بث مباشر من القمر مع هبوط أبولو 11 ؛ في الساعة 03:56 بتوقيت جرينتش يوم 21 يوليو، يخطو نيل أرمسترونج على السطح.[4] يبث تلفزيون بي بي سي أول بث ليلي ليوفر التغطية. وبحسب ما ورد شاهد 22 مليون مشاهد في المملكة المتحدة لقطات من الحدث في 21 يوليو (720 مليون في جميع أنحاء العالم).[5]
- 27 يوليو - الحلقة الأولى من عرض موريكامب والحكيم، السلسلة الثانية، على بي بي سي، وهي الحلقة الأولى التي كتبها إيدي برابين.

### أغسطس
- لا يوجد أحداث.

### سبتمبر
- 2 سبتمبر - إطلاق الأحجار في الحديقة، لقطات من حفل رولينج ستونز أقيم في هايد بارك بلندن في يوليو وتم تصويره بواسطة تلفزيون غرناطة.[6][7]
- 21 سبتمبر - عرض راندال وهوبكيرك (المتوفى) العرض الأول على قناة آي تي في.

### أكتوبر
- 4 أكتوبر - تم بث برنامج آي تي في سبعة ، الذي يعرض تغطية حية لسباق الخيل من حلبات السباق في جميع أنحاء المملكة المتحدة، لأول مرة. كان البرنامج جزءًا أساسيًا من برنامج عالم الرياضة بعد ظهر يوم السبت على آي تي في ويستمر حتى أسابيع قليلة قبل انتهاء عالم الرياضة في 1985.
- 5 أكتوبر - سيرك مونتي بايثون الطائر يبث أول حلقة له على بي بي سي.
- 6 أكتوبر - أصبح تشيجلي هو البرنامج الثالث والأخير من ثلاثية ترومبتونشاير على قناة بي بي سي الأولى ليتم تصويره بالألوان قبل إدخال البث الملون المنتظم في 15 نوفمبر.

### شهر نوفمبر
- 3 تشرين الثاني (نوفمبر) - بثت قناة آي تي في النسخة الأولى من شارع كورونيشن ليتم تصويرها بالألوان على شريط فيديو، على الرغم من أنها تتضمن إدخالات وعناوين بالأبيض والأسود؛ نظرًا لأن عمليات نقل الألوان لم تبدأ رسميًا بعد (باستثناء الاختبار)، فإن معظم المشاهدين سيشاهدونها باللونين الأبيض والأسود فقط. كان من المقرر تصوير حلقة 29 أكتوبر - التي تضم رحلة بالحافلة إلى منطقة ليك ديستريكت - للتصوير بالألوان، ولكن لم يتم العثور على مخزون مناسب من الأفلام الملونة، لذلك تم تصويرها باللونين الأبيض والأسود.
- 15 نوفمبر - تم تقديم البث الملون المنتظم إلى بي بي سي الأولى وآي تي في.
- 16 تشرين الثاني (نوفمبر) - تبث بي بي سي الحلقة الأولى من كلانجرز (برنامج تلفزيوني بريطاني من نوع إيقاف الحركة للأطفال).
- 19 نوفمبر - عرض بيني هيل الأول على قناة آي تي في.
- 20 تشرين الثاني (نوفمبر) - الحلقة الأولى من المسلسل الكوميدي جيش الآباء في بي بي سي التي ستبث بالألوان هي «ذات الماركة التجارية»، المفضلة للكاتب المشارك جيمي بيري.[8]
- 21 نوفمبر - بدأ بث الكوميديا التليفزيونية المثير للجدل في تلفزيون نهاية اسبوع لندن كاري وشيبس البرنامج هو أول فيلم كوميدي لتلفزيون نهاية اسبوع لندن يتم بثه بالألوان. يتم سحبها من الهواء بعد ست حلقات بعد صدور حكم من هيئة التلفزيون المستقلة بأنه عنصري.[9]
- 24 تشرين الثاني (نوفمبر) - تم نقل شارع التتويج لأول مرة رسميًا بالألوان، وفقًا لما ذكره كاتب الأرشيف داران ليتل؛ لكن حلقة 17 نوفمبر ربما كانت الأولى.

### ديسمبر
- 13 ديسمبر
  - بدأ التلفزيون الإسكتلندي في البث بالألوان من جهاز الإرسال بلاك هيل.
  - بدأ التلفزيون الجنوبي في البث بالألوان من أجهزة الإرسال الخاصة بـ رويدج ودوفر.

### لم يتم التحديد
- أصبح السير تشارلز كوران المدير العام لهيئة الإذاعة البريطانية.
- أصبحت أغنية سول ليمبو للمؤلف بوكر تي أند ام جي هي النغمة الرئيسية الجديدة في تغطية بي بي سي للكريكيت.

## لأول مرة على التلفاز

### قناة بي بي سي الأولى
- 2 يناير - برنامج العطلة (1969-2007)
- 14 يناير - سكوبي في سبتمبر (1969)
- 14 أبريل - طيور الكبد (1969، 1971-1979 ، 1996)
- 5 أبريل - كما يفعل الطهاة الجيدون (1969–1970)
- 20 أبريل - بيمبيرنيل المراوغ (1969)
- 22 أبريل - الالتزام المسبق (1969)
- 12 يوليو - ستار تريك (1966-1969)
- 17 أغسطس - دومبي وابنه (1969)
- 8 سبتمبر - كاونترسترايك (1969)
- 9 سبتمبر -
  - ديستي ديستي (1969)
  - على الصعيد الوطني (1969-1983)
- 17 سبتمبر - حتى بومبي! (1969-1975 ، 1991-1992)
- 22 سبتمبر - حفنة من اللصوص (1969)
- 5 أكتوبر - سيرك مونتي بيثون الطائر (1969-1974)
- 6 أكتوبر- ثلاثية ترومبتونشاير: شيجلي (1969)
- 16 نوفمبر -
  - كلانجرز (1969-1974 ، 2015 إلى الوقت الحاضر)
  - مشروع خاص للطيران (1969)
- 17 نوفمبر -
  - بيغاسوس (1969)
  - خذ ثلاث بنات (1969-1971)
- 18 نوفمبر - اختبار الشاشة (1969-1984)
- 19 نوفمبر - الأطباء (1966–1971)
- 20 نوفمبر - بهدوء ونعومة: فرقة العمل (1969-1976)
- 23 نوفمبر - بول تمبل (1969-1971)

### قناة بي بي سي الثانية
- 25 يناير - المسكون (1969)
- 27 يناير - أين كان الربيع؟ (1969-1970)
- 8 مارس - القصر الإمبراطوري (1969)
- 14 مارس - ق (1969-1982)
- 5 أبريل - الطريقة التي نعيش بها الآن (1969)
- 10 مايو - شارع شرير (1969)
- 12 مايو - أقزام دولويتش (1969)
- 3 يونيو - دبليو سومرست موغام (1969-1970)
- 18 سبتمبر - مسرحيات اليوم (1969)
- 27 سبتمبر - أول تشرشل (1969)
- 23 أكتوبر - حكايات كانتربري (1969)

### آي تي في
- 6 يناير - السيد ديجبي دارلنج (1969-1971)
- 10 يناير -
  - حماقات كوربيت (1969)
  - ملحمة فوسيت (1969)
- 11 يناير - مسرح ليلة السبت عل آي تي في (1969-1974)
- 12 يناير - تاريخ بريطانيا الكامل والمطلق (1969)
- 17 يناير - الرجل الداخل (1969)
- 18 يناير - السبت الحشد (1969)
- 9 فبراير - هذا هو توم جونز (1969-1971)
- 18 فبراير - اثنان في البرسيم (1969-1970)
- 28 فبراير - في الحافلات (1969-1973)
- 9 مارس - القسم (1969–1970)
- 3 أبريل - جسد جون براون (1969)
- 4 أبريل - كاسل هافن (1969-1970)
- 8 أبريل - القاضي دي (1969)
- 11 أبريل -
  - خنزير كبير المعيل (1969)
  - هارك أت باركر (1969-1970)
- 15 أبريل - جوكرز وايلد (1969-1974)
- 19 أبريل - كوميديا جالتون وسيمبسون (1969)
- 23 نيسان / أبريل - عقل السيد جي جي ريدر (1969-1971)
- 30 أبريل - Sez Les (1969–1976)
- 20 مايو - فرقة الاحتيال (1969-1970)
- 6 يونيو - لصوص الذهب (1969)
- 18 يونيو - الفرصة الرئيسية (1969-1975)
- 3 يوليو - انضم إلى جيم دايل (1969)
- 10 يوليو - المغامرات المذهلة للبروفيسور برانستوم (1969)
- 12 تموز - دكتور في البيت (1969-1970)
- 9 أغسطس - عرض فرانكي هوورد (1969)
- 12 آب (أغسطس) - أفضل الأشياء في الحياة (1969-1970)
- 19 أغسطس - من المجرم (1969)
- 5 سبتمبر - المتنافسون (1969)
- 15 سبتمبر - أمي العزيزة. . . أحب ألبرت " (1969-1972)
- 16 سبتمبر - هادلي (1969-1976)
- 17 سبتمبر - الفرع الخاص (1969-1974)
- 19 سبتمبر - تصحيح باركين (1969-1970)
- 21 سبتمبر -
  - فلاكستون بويز (1969-1973)
  - راندال وهوبكيرك (متوفى) (1969-1970)
  - الخدمة السرية (1969)
  - تقرير غريب (1969-1970)
- 23 سبتمبر - رجل النفايات (1969–1970)
- 2 أكتوبر - فتيات حول المدينة (1969-1971)
- 4 أكتوبر - سباق آي تي في (1969–1985 ، 2017 حتى الوقت الحاضر)
- 10 أكتوبر - بيتنا هو منزل جميل (1969-1970)
- 28 أكتوبر - مغامرات روبرت بير (1969-1977)
- 5 نوفمبر - الإقلاع مع عائشة (1969–1974)
- 18 نوفمبر -
  - سعيد للأبد (1969–1970)
  - كريبينز (1969-1970)
- 19 نوفمبر - عرض بيني هيل (1969-1989)
- 21 نوفمبر - كاري آند شيبس (1969)
- 21 ديسمبر - خدمة البومة (1969)
- 26 ديسمبر -
  - عرض إنجلبرت هامبردينك (1969-1970)
  - إنه تومي كوبر (1969-1971).
- 30 ديسمبر - هدية لديكي (1969-1970)

## البرامج التلفزيونية المستمرة

### عشرينيات القرن الماضي
- بي بي سي ويمبلدون (1927-1939، 1946-2019، 2021-2024)

### الثلاثينيات
- بي بي سي للكريكيت (1939، 1946-1999، 2020-2024)

### الأربعينيات
- شاهد مع الأم (1946-1973)
- تعال للرقص (1949-1998)
- آندي باندي (1950–1970، 2002-2005)
- الأيام الخوالي (1953-1983)
- بانوراما (1953 حتى الآن)
- ديكسون دوك جرين (1955-1976)
- ممتاز جدا (1955-1984، 2020 إلى الوقت الحاضر)
- فرصة نوكس (1956-1978، 1987-1990)
- هذا الأسبوع (1956-1978، 1986-1992)
- مسرح الكرسي (1956-1974) [10]
- ماذا تقول الأوراق (1956-2008)
- السماء في الليل (1957 إلى الوقت الحاضر)
- بلو بيتر (1958 إلى الوقت الحاضر)
- المدرج (1958-2007)

### الستينيات
- شارع التتويج (1960 إلى الوقت الحاضر)
- أغاني التسبيح (1961 - حتى الآن)
- سيارات زي (1962-1978)
- سحر الحيوان (1962-1983)
- دكتور هو (1963-1989، 2005 حتى الآن)
- العالم في العمل (1963-1998)
- مسرحية الأربعاء (1964-1970)
- توب أوف ذا بوبس (1964-2006)
- مباراة اليوم (1964 حتى الآن)
- مفترق طرق (1964-1988، 2001-2003)
- مدرسة اللعب (1964-1988)
- السيد والسيدة (1964-1999)
- ليس فقط. . . ولكن أيضا (1965–1970)
- عالم الرياضة (1965-1985)
- سبورتس نايت (1965-1997)
- جميع الغاز والطرق (1966-1971)
- جاكانوري (1965-1996، 2006)
- إنها ضربة قاضية (1966-1982، 1999-2001)
- برنامج المال (1966-2010)
- ليس أمام الأطفال (1967-1970)
- لا تهتم بالجودة، اشعر بالعرض (1967-1971)
- كالان (1967–1972)
- الطلقة الذهبية (1967-1975)
- مسرح ITV (1967-1982)
- أنا مامي (1968-1971)
- من فضلك يا سيدي! (1968-1972)
- الأب، الأب العزيز (1968-1973)
- جيش أبي (1968-1977)
- العقعق (1968-1980)
- المباراة الكبيرة (1968-2002)

## انتهت في عام 1969
- 9 فبراير - القديس (1962-1969)
- 30 أبريل البطل (1968-1969)
- 14 مايو - لا تضبط مجموعتك (1967-1969)
- 21 مايو - المنتقمون (1961-1969)
- 13 تشرين الثاني (نوفمبر) - بهدوء ونعومة (1966-1969)
- 28 تشرين الثاني (نوفمبر) - الوافدون الجدد (1965-1969)
- 29 ديسمبر - ثلاثية ترومبتونشاير (1966-1969)
- مجهول
  - سوق في هوني لين (1967-1969)
  - رحلة إلى المجهول (1968-1969)
  - تقرير غريب (1968-1969)

## المواليد
- 22 يناير - أوليفيا دابو، الممثلة الإنجليزية
- يناير - هارديب سينغ كوهلي، ممثل كوميدي وكاتب ومقدم برامج تلفزيونية
- 4 أبريل - كارين برادي، مدير رياضي، مذيع تلفزيوني، كاتب عمود في صحيفة، مؤلف وروائي
- 27 أبريل - تيس دالي، مقدم البرامج التلفزيونية البريطاني.
- 15 مايو - كريج أوليفر، صحفي، مسؤول تنفيذي لوسائل الإعلام التلفزيونية ومستشار حكومي خاص
- 10 يونيو - جين هيل، صحفية ومذيعة أخبار
- 20 يوليو - جيليان جوزيف، مذيعة الأخبار
- 21 آب / أغسطس - جولي إيتشنغهام، صحفية ومذيعة أخبار
- 25 سبتمبر - كاثرين زيتا جونز، ممثلة ويلزية
- 2 أكتوبر - ناتاشا ليتل، ممثلة
- 5 أكتوبر - أندريا ماكلين، مقدمة تلفزيونية
- 16 أكتوبر - سوزان فيردي، قارئ الأخبار البريطاني ميدلاندز توداي بي بي سي وان
- 13 نوفمبر - الممثل الإسكتلندي جيرارد بتلر
- 19 ديسمبر - ريتشارد هاموند، مقدم برامج تلفزيونية بريطانية

## حالات الوفاة
- 25 مارس - بيلي كوتون، 69 عامًا، فنان بريطاني وقائد الفرقة الموسيقية (حانة ويكي واكي)